# Lucha libre profesional en El Salvador

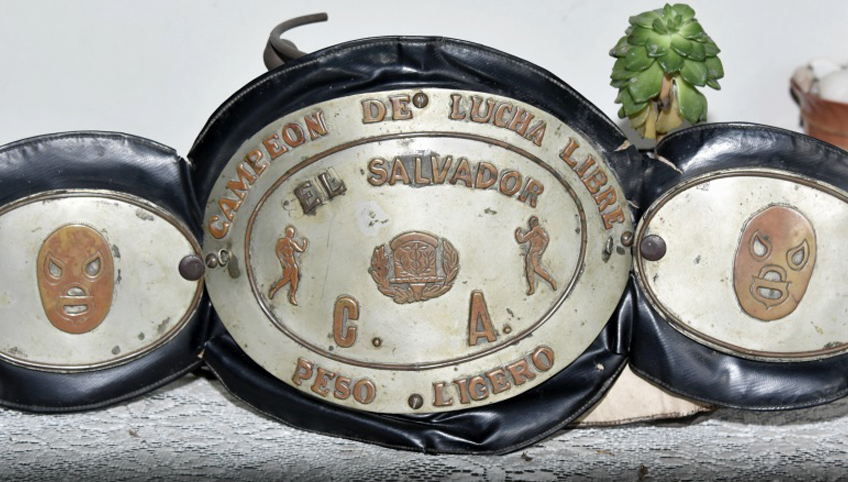
Cinturón de Tony Jackson.

A lo largo de su historia, la lucha libre profesional en El Salvador ha dado origen a legendarios competidores que han marcado épocas en los cuadriláteros nacionales e internacionales, entre los que destacan figuras emblemáticas como Tony Jackson, El Bucanero, The Rayman, El Demonio Azul, Sordomudo Cruz y Los Campesinos, quienes han contribuido a consolidar una tradición luchística que forma parte del patrimonio deportivo salvadoreño, atrayendo a generaciones de aficionados a través de sus intensos combates y coloridas personalidades.

## Historia

### Inicios
El origen de la lucha libre en El Salvador se atribuye a Salvador Guandique, considerado el "padre" de esta disciplina en el país. En los años 50, Guandique, quien practicaba lucha grecorromana y olímpica en su gimnasio Jim London en San Salvador, viajó a México y quedó fascinado por el estilo teatral y acrobático de la lucha libre profesional. A su regreso, junto con el instructor conocido como "El Turco Ocón" y el promotor Jorge Panameño, quien trajo los derechos de franquicia desde México, comenzó a impulsar este deporte en el país. 
Las primeras exhibiciones de lucha libre profesional en territorio salvadoreño tuvieron lugar en Arena "Jim London", uno de los primeros espacios formalmente establecidos para la práctica de la lucha libre profesional en El Salvador, posteriormente en el antiguo Gimnasio Nacional de El Salvador. Tras la demolición de esta instalación, las funciones fueron trasladadas a la Arena del Cine Popular, coloquialmente conocido como "El Pulgoso" (ahora conocido como Cine Libertad), donde continuó creciendo la afición por este deporte-espectáculo que combinaba destreza física y teatralidad.
Con la creciente popularidad de la lucha libre, surgieron nuevos recintos especializados, destacándose la Arena Metropolitana, Arena El Salvador y la Arena Santa Anita como los principales escenarios. Estos espacios albergaban semanalmente combates que enfrentaban a luchadores locales contra talentos internacionales, ofreciendo espectáculos al público salvadoreño.

### Época dorada

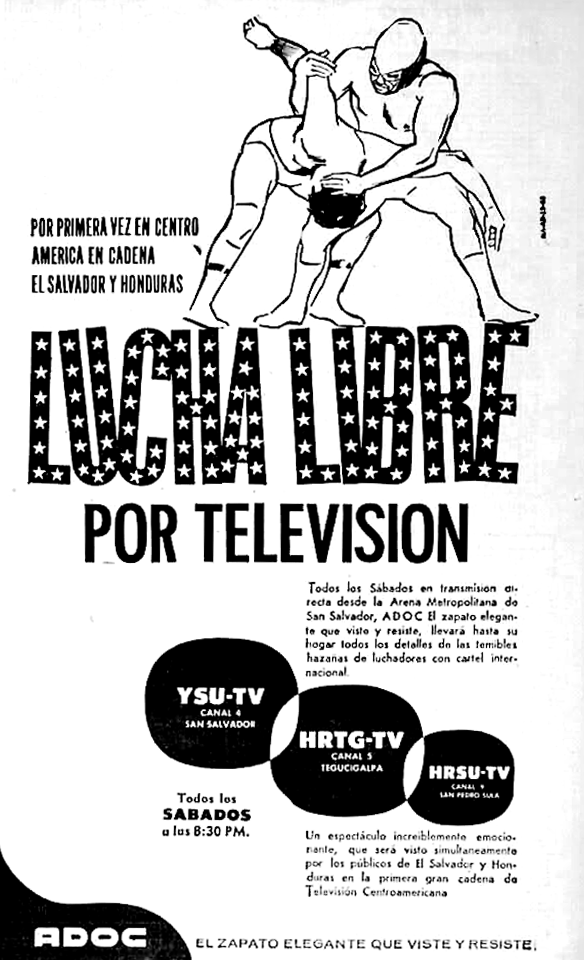
Anuncio de transmisión de lucha libre salvadoreña por TV.

La popularidad de la lucha libre en El Salvador alcanzó su punto culminante durante las décadas de 1960 y 1970, cuando la reconocida fábrica de calzado ADOC asumió el patrocinio de las transmisiones televisivas de los eventos desde la Arena Metropolitana, período considerado como su época dorada. Estas emisiones, programadas los sábados por la noche, contaron con la narración de Don Miguelito Álvarez, ampliamente respetado como "el Decano" de los comentaristas deportivos salvadoreños, cuya voz distintiva y conocimiento técnico contribuyeron significativamente a la popularización del espectáculo entre el público nacional.
El Salvador consiguió formar competidores de reconocida calidad internacional durante este período. Entre las figuras más sobresalientes se encuentra Tony Jackson, quien alcanzó notoriedad en la prestigiosa Arena Coliseo de México y en diversos cuadriláteros de la región centroamericana, convirtiéndose en un embajador del talento salvadoreño en el extranjero. Otros exponentes salvadoreños que obtuvieron reconocimiento significativo y que permanecen en la memoria colectiva incluyen a El Gran Chema, Kaly Valdés, El Zas I, Águila Migueleña, Tío Tigre Cardoza y Sordomudo Cruz, quienes con sus particulares estilos y personalidades contribuyeron a consolidar una tradición luchística autóctona y a posicionar la lucha libre salvadoreña en el contexto regional.
El creciente interés por las veladas de lucha libre motivó a los promotores locales a expandir sus horizontes, estableciendo contactos internacionales para enriquecer el espectáculo con talentos extranjeros. Esta estrategia resultó en la presentación de destacadas figuras del panorama luchístico mundial en los cuadriláteros de la Arena Metropolitana. Entre los competidores internacionales que visitaron El Salvador se encontraban luminarias como Tonina Jackson, El Médico Asesino, Mil Máscaras, Frankenstein, los Hermanos Muerte, Cavernario Galindo y Gory Guerrero, provenientes principalmente de la poderosa escuela mexicana de lucha libre.
El intercambio internacional no se limitó a competidores mexicanos, sino que incluyó también a figuras como Bobby Galeano, León Kirilenko y el legendario Perro Aguayo, quienes aportaron diversos estilos y técnicas que enriquecieron la experiencia de los aficionados salvadoreños.

### Declive
La lucha libre en El Salvador experimentó un significativo declive cuando la asistencia a la emblemática Arena Metropolitana comenzó a disminuir notablemente. Este descenso en la popularidad provocó la búsqueda de alternativas para mantener viva la tradición luchística nacional, surgiendo así nuevos recintos como la Arena Rivera Escalante, que intentaron revitalizar el interés del público y preservar este espectáculo deportivo que había formado parte integral de la cultura popular salvadoreña durante décadas.
A pesar de estos esfuerzos por sostener la afición, diversos factores contribuyeron al deterioro progresivo de la lucha libre como entretenimiento en El Salvador. El conflicto armado que afectó al país durante la década de 1980 tuvo un impacto decisivo, alterando profundamente los patrones de consumo cultural y de ocio de la población, que ahora enfrentaba preocupaciones más apremiantes relacionadas con la seguridad y la subsistencia en un contexto de violencia generalizada.

### Actualidad
En años recientes, la lucha libre en El Salvador ha experimentado un notable resurgimiento gracias a los esfuerzos conjuntos de nuevos promotores entusiastas y veteranos de los cuadriláteros que han decidido revitalizar esta tradición deportiva. Organizaciones emergentes como Arena Gladiadores han asumido un papel protagónico en este proceso de recuperación cultural, estableciendo programaciones regulares que permiten a los aficionados disfrutar nuevamente de combates profesionales. Esta promotora ha logrado consolidar un espacio permanente dentro del panorama deportivo local, ofreciendo carteleras que combinan el talento tradicional con nuevas propuestas estilísticas que responden a las expectativas del público.
Paralelamente, Arena Triple C se ha posicionado como otro importante actor en este renacimiento, desarrollando una programación periódica que ha contribuido significativamente a la regularización de eventos de lucha libre en el país. Estas nuevas iniciativas han logrado reunir a veteranos luchadores que mantuvieron vivo el legado durante los años de declive, junto con una prometedora generación de talentos emergentes que aportan dinamismo y perspectivas renovadas al panorama luchístico nacional.

## Arenas

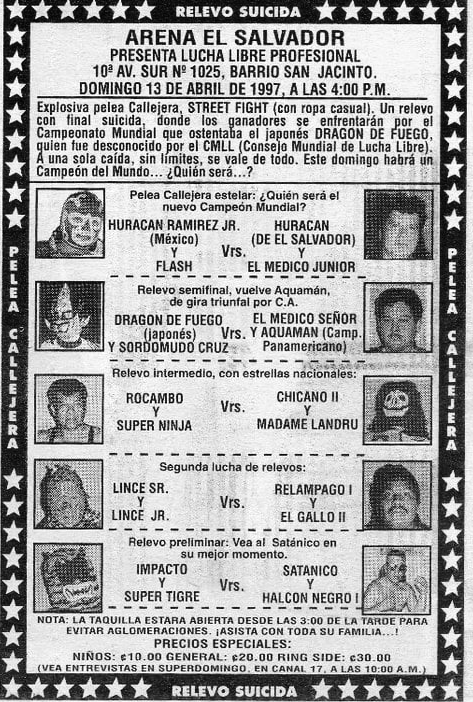
Cartelera de lucha libre en Arena El Salvador.

El Salvador ha contado con diversos recintos dedicados a la presentación de espectáculos de lucha libre a lo largo de su historia, marcando distintas épocas en la evolución de este deporte-espectáculo en el país centroamericano. Entre los recintos históricos más destacados se encuentra la Arena "Jim London", uno de los primeros espacios formalmente establecidos para la práctica de la lucha libre profesional en El Salvador. Este recinto, actualmente inactivo, sentó las bases para el desarrollo inicial de este espectáculo deportivo en el país y albergó a algunas de las primeras generaciones de luchadores nacionales.
| Nombre                    | Ubicación    | Status   |
| ------------------------- | ------------ | -------- |
| Arena “Jim London”        | San Salvador | Inactiva |
| Arena del Cine Popular    | San Salvador | Inactiva |
| Arena Metropolitana       | San Salvador | Inactiva |
| Arena El Salvador         | San Salvador | Inactiva |
| Arena Santa Anita         | San Salvador | Inactiva |
| Capitol Sports Promotions | San Salvador | Inactiva |
| Arena Gloria              | San Salvador | Inactiva |
| Arena Gladiadores         | San Salvador | Activa   |
| Arena Triple C            | San Salvador | Activa   |

## Luchadores salvadoreños destacados en el extranjero

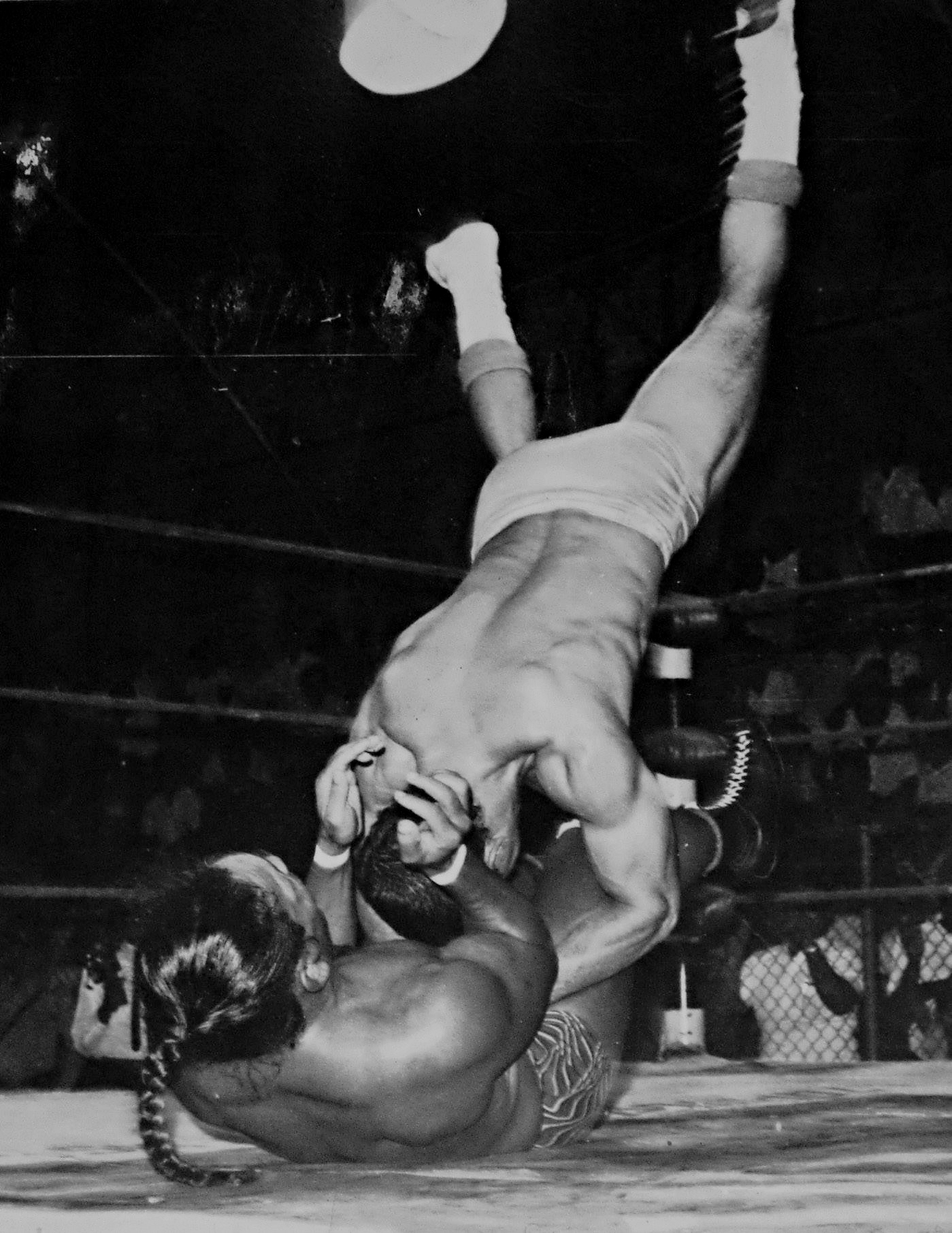
Tony Jackson contra El Bucanero en Arena Metropolitana.

### Tony Jackson
Tony Jackson, cuyo nombre real era Oscar Antonio Membreño Hasbún, representa una de las figuras más emblemáticas en la historia de la lucha libre salvadoreña. Sus inicios profesionales se remontan al legendario "Gym London", aunque fue en la Arena Metropolitana donde alcanzó la plenitud de su talento y carisma como luchador. Dedicó íntegramente su vida al deporte del pancracio, convirtiéndose en un digno representante de El Salvador en los cuadriláteros de toda Centroamérica y México, además de su propio país donde fue pareja de El Santo. Jackson tuvo el privilegio histórico de presenciar tanto el apogeo como el declive de la lucha libre en El Salvador, convirtiéndose en testigo y protagonista de las diferentes etapas que atravesó este espectáculo deportivo. Uno de sus logros más importantes durante su carrera fue ser Campeón Nacional de Peso Ligero.

### El Olímpico
El Olímpico, respondía al nombre de Joaquín Rivera, nació en El Aguacate, departamento de Morazán, en 1936, y se consolidó como una figura pionera que estableció importantes precedentes en los albores de la lucha libre salvadoreña. Su carrera internacional lo llevó a actuar en escenarios tan diversos como México, Reino Unido, El Salvador y Estados Unidos. En este último país, participó en prestigiosas promociones como la National Wrestling Alliance (NWA), la Gulf Coast Championship Wrestling y la World Wide Wrestling Federation (WWWF) dirigida por Vincent J. McMahon, compartiendo cuadrilatero con luchadores como Gorilla Monsoon, Mr. Fuji, Toru Tanaka, Bruno Sammartino, George Steele y Stan Stasiak. Su talento y dedicación le permitieron conquistar el NWA World Tag Team Title junto a su compañero Lorenzo Parente en 1969, logrando así uno de los mayores reconocimientos internacionales para un luchador salvadoreño. El Olímpico ganó el Champion du Monde en una lucha contra Jose Azzari en 1974.

### Jon Guil Don
Jon Guil Don, identidad luchística adoptada por Francisco Burgos, destacó no solo en el ámbito de la lucha libre sino también como uno de los pioneros en la introducción del taekwondo en El Salvador. Junto con El Olímpico, conformó la dupla de luchadores salvadoreños con mayor proyección internacional, participando en eventos de lucha libre en Venezuela, Colombia, España, Italia, Francia, Alemania y Japón. El reconocimiento a su calidad técnica y presencia escénica alcanzó su punto culminante cuando ambos lograron posicionarse como luchadores estelares del Empresa Mexicana de la Lucha Libre en la prestigiosa Arena México, considerada el recinto más importante para la lucha libre en la capital mexicana y uno de los más emblemáticos a nivel mundial.

### El Vikingo

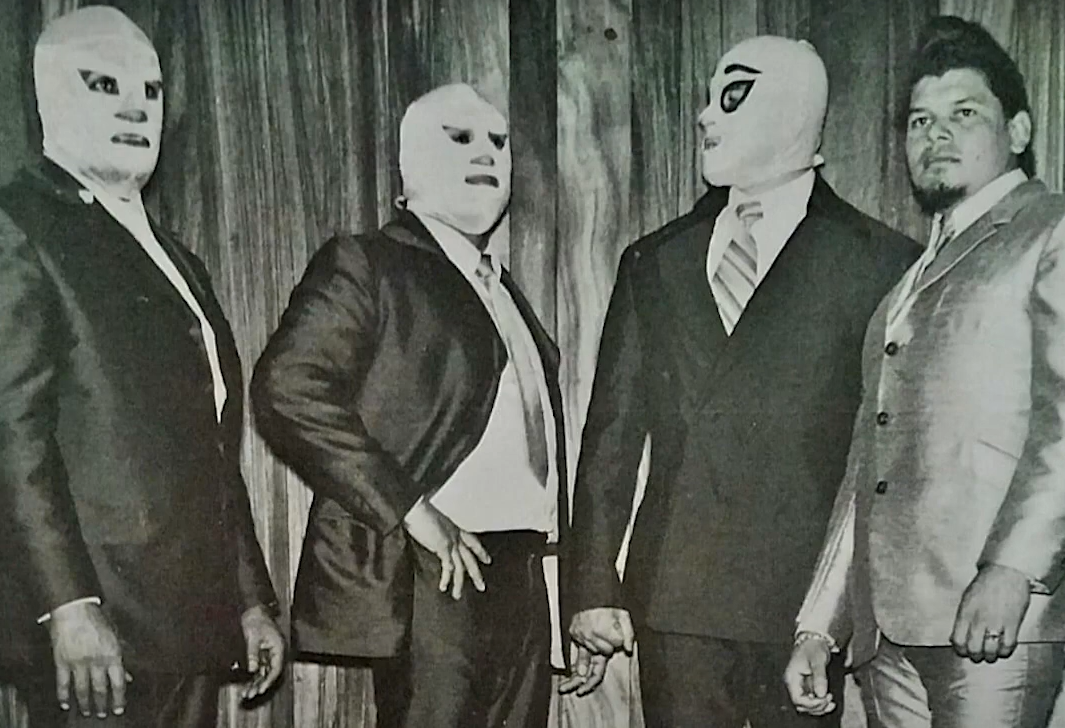
El Vikingo con Dr. Wagner, Ángel Blanco y El Rostro en México.

El Vikingo, cuyo nombre real era Salvador Pérez, nació el 11 de julio de 1944 y desarrolló una notable carrera internacional que lo llevó a competir en prestigiosas promociones como la Capitol Sports Promotions de Puerto Rico, posteriormente renombrada como World Wrestling Council (WWC). Su trayectoria profesional se extendió por diversos territorios, incluyendo Guatemala, República Dominicana, Colombia, México, Canadá y Japón, consolidándose como uno de los luchadores salvadoreños con mayor proyección internacional. Entre sus logros más destacados se encuentra la obtención del WWC North American Tag Team Championship, título que conquistó junto al Ciclón Sudamericano en 1974.

### Huracán
Huracán, nombre artístico de Jorge Canizález, hizo su debut profesional en 1982 en la Arena El Salvador, iniciando así una carrera que lo llevaría a diversos escenarios internacionales. Su trayectoria incluyó presentaciones en Guatemala y Chile, donde bajo el nombre de Flash compitió en la promoción Chile Wrestling Now (CWN), conquistando el CWN Tag Team Title Match junto al luchador Sepultura. La versatilidad de Huracán lo llevó a competir también en la World Wrestling Council (WWC) de Puerto Rico y en el Consejo Mundial de Lucha Libre (CMLL) de México bajo el nombre de Ciclón Salvadoreño. Durante una etapa de su carrera, adoptó la personalidad enmascarada de Huracán Ramírez Jr. El punto culminante de su trayectoria profesional se produjo cuando, formando pareja con el luchador dominicano El Bronco, conquistó el WWC World Tag Team Championship en 1992.

### The Rayman
The Rayman, identidad luchística de Ernesto Godoy, originario del municipio de Chalchuapa en el departamento de Santa Ana, inició su carrera profesional en 1975 y a lo largo de su trayectoria adoptó diversos personajes como Máscara Verde, Santo Jr., Ultra Seven, Ultraman y Dragón Chino. Su versatilidad y calidad técnica le permitieron trascender las fronteras salvadoreñas para competir en los principales recintos de Colombia, Guatemala, Nicaragua, Honduras y México. Un capítulo particularmente significativo en su carrera ocurrió cuando fue personalmente seleccionado por el legendario luchador mexicano El Santo para personificar a su hijo en una producción cinematográfica que serviría como estrategia publicitaria. Este acontecimiento tuvo lugar en 1979, próximo al retiro del "Enmascarado de Plata", cuando el icónico luchador reunió a varios competidores centroamericanos con el propósito de designar a uno como su representante ante las exigencias de la Federación Mexicana de Lucha Libre, dado que su hijo biológico aún se encontraba completando sus estudios.

## Visitas históricas

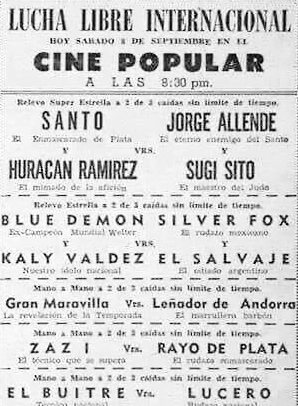
El Santo, Huracán Ramírez y Blue Demon presentándose en el Cine Popular.

La década de 1950 representó un período crucial para el desarrollo de la lucha libre en El Salvador, caracterizado por la visita de destacadas figuras internacionales que contribuyeron significativamente a la popularización de este deporte-espectáculo en el país centroamericano. Entre las visitas más significativas de la época se encuentra la del legendario luchador mexicano Rodolfo Guzmán Huerta, universalmente conocido como El Santo, quien durante su estancia en El Salvador formó una memorable dupla con el talentoso luchador salvadoreño Tony Jackson. La presencia de otros reconocidos luchadores mexicanos como Blue Demon, Black Shadow, El Cavernario Galindo, Huracán Ramírez y El Rayo de Jalisco enriqueció notablemente la oferta de entretenimiento deportivo en El Salvador durante este período. La internacionalización de la lucha libre en El Salvador durante la década de 1950 no se limitó exclusivamente a la influencia mexicana, sino que también incluyó la participación de luchadores japoneses como Sugi Sito, Makoto Morimitsu y Orokisito.
El panorama de la lucha libre en El Salvador experimentó un acontecimiento sin precedentes en 2008, cuando la World Wrestling Entertainment (WWE), la empresa más importante de lucha libre profesional a nivel mundial, incluyó al país como parte de su gira internacional SummerSlam Tour 2008. Este evento histórico tuvo lugar en el Gimnasio Nacional Adolfo Pineda de San Salvador, congregando aproximadamente a 8,000 espectadores que pudieron disfrutar de combates protagonizados por figuras de renombre mundial como Batista, Kane, John Cena, JBL, Carlito, Ted Dibiase Jr., CM Punk, Cody Rhodes, Chris Jericho, Shawn Michaels y Rey Mysterio.
El éxito de esta primera incursión motivó a la WWE a incluir nuevamente a El Salvador en su calendario internacional al año siguiente. En 2009, el país centroamericano tuvo el privilegio de inaugurar la gira WWE RAW Live Tour 2009 por América Latina, con una función realizada el miércoles 23 de septiembre en el mismo Gimnasio Nacional Adolfo Pineda. La cartelera presentada durante la visita de 2009 incluyó a reconocidas figuras como John Cena, quien repetía su participación en suelo salvadoreño, acompañado por otras superestrellas como Randy Orton, Cody Rhodes, Triple H, The Miz, Mark Henry, Santino Marella y Chavo Guerrero.

## Estilo de lucha
La lucha libre salvadoreña constituye la variante autóctona de la lucha libre profesional desarrollada en El Salvador, distinguiéndose por su particular combinación de técnicas de llaveo a ras de lona y movimientos aéreos que han forjado un estilo distintivo en la región centroamericana
Al igual que en otras naciones hispanohablantes como México o Bolivia, se evoca el término «salvadoreña» para las diferencias en la técnica luchística, acrobacias, reglas y folklore propio del país.